# 廻国奇観
『廻国奇観』 （かいこくきかん、原題：Amoenitates Exoticae）とは、1712年に出版された、当時のペルシアを中心とするアジア諸国の現状について報告したエンゲルベルト・ケンペルによる著作物である。
日本に関する状況も一部に書き記されており、この中でケンペルは、当時の日本の鎖国政策を賞賛している。
植物学研究のリンネは、このケンペルの廻国奇観を参考に日本の植物の命名を行なっている。

のちにケンペルは『日本誌』を著した。